# Erebalda cryptostigma
Erebalda cryptostigma is een hooiwagen uit de familie Assamiidae.